# ديفيد ستيف
ديفيد ستيف (بالإنجليزية: David Stiff)‏ مواليد 8 فبراير 1972، هو لاعب كرة سلة أسترالي سابق بدأ مسيرته الاحترافية في سنة 1992. اعتزل اللعب في 2008.

## روابط خارجية
- ديفيد ستيف على موقع IMDb (الإنجليزية)
- ديفيد ستيف على موقع قاعدة بيانات الفيلم (الإنجليزية)